# Nathan Byrne
Nathan William Byrne (n. 5 iunie 1992, St Albans, Anglia) este un fotbalist englez ce evoluează pentru Charlotte FC în MLS.